# Les Pujadetes (Carreu)

Les Pujadetes, respecte del terme d'Abella de la Conca

Les Pujadetes, és un indret del terme municipal d'Abella de la Conca, a la comarca del Pallars Jussà, a la vall de Carreu.
Aquest indret està situat a la riba dreta del riu de Carreu, a ponent de l'antic poble de Carreu, just al nord del Forat de l'Infern: en constitueixen el marge nord. El Camí de Carreu discorre per damunt i al nord de les Pujadetes, i en arribar al seu costat oest, fa una forta ziga-zaga per tal de salvar un desnivell d'uns 50 metres d'alçada.

## Etimologia
És un topònim romànic modern de caràcter descriptiu, atès que fa referència a l'orografia del lloc on s'aplica.